# Amisk Park Reserve
Amisk Park Reserve är ett skyddat naturområde i provinsen Manitoba i Kanada. Det ligger i den norra delen av provinsen, 75 mil norr om Winnipeg. Området skyddades som en provinspark i december 1994 men dess status ändrades i september 1997 till park reserve, ett tillfälligt skydd som kan förlängas fem år i taget.